# Лавров, Олег Алексеевич
Олег Алексеевич Лавров (27 октября 1948, Кимры, Калининская область — 3 ноября 2018, там же, Тверская область) — российский театральный режиссёр и актёр, главный режиссёр Кимрского театра драмы и комедии, народный артист Российской Федерации (2007).

## Биография
Родился 27 октября 1948 года в городе Кимры Калининской области (ныне — Тверской).
На сцене играл со школы: сначала в школьном драмкружке, затем в ДК при обувной фабрике.
Поступил на режиссёрское отделение Московского института культуры, успешно окончил учёбу в 1970 году.
После службы в вооружённых силах работал в ДК «40 лет Октября» города Кимры.
В 1972 году поступил на работу в Московский областной театр драмы.
В 1975 году опять вернулся на родину и стал актёром в местном театре (Кимрский театр драмы и комедии).
В 1994 году стал художественным руководителем театра.
Скончался 3 ноября 2018 года в Кимрах на 71-м году жизни от сахарного диабета. Церемония прощания с актёром состоялась 5 ноября в Кимрском драмтеатре. Похоронен на Кимрском кладбище.
Дочь — Ксения Лаврова-Глинка, актриса театра и кино.

## Награды
- Указом Президента России от 2 мая 1996 года № 617 присвоено почётное звание Заслуженного артиста РФ[3].
- Указом Президента России от 27 июня 2007 года № 821 присвоено почётное звание Народного артиста Российской Федерации[4].
- Знак «Во благо земли Тверской».